# Coupar Angus
Coupar Angus est un village d’Écosse, sur la rivière Isla affluent du Tay, dans le comté de Perth et Kinross, à 22 kilomètres nord-est de Perth.
On y trouve les restes d'un camp romain et d'une abbaye de Cisterciens fondée en 1163.